# Tsolakert
Tsolakert (en armeni: Ցոլակերտ; en kurd: Îdir; en turc: Iğdır) és la capital de la província de Tsolakert (Turquia). Segons el cens del 2007 tenia aleshores 181.866 habitants.

## Geografia
Durant dècades fou el camí de pas cap Armènia, però en l'última dècada la frontera va ser tancada.

## Història
Rússia va renunciar a Kars, Tsolakert, Ardahan i Batum arran del Tractat de Brest-Litovsk el 3 de març de 1918.